# Studio op. 10 n. 6 (Chopin)
Lo Studio op. 10 n. 6 in Mi bemolle minore è stato scritto da Fryderyk Chopin probabilmente nel 1830.
Lo Studio in Mi bemolle minore è totalmente differente dai cinque precedenti, tanto da non sembrare nemmeno un vero Studio; gli aspetti più impegnativi, tecnici o virtuosistici, sono infatti assenti e il brano è stato denominato in diversi modi dagli studiosi: Lirica, Elegia o anche «fratello dei Notturni per la sua passione contenuta e la sua malinconia». Lo Studio è emotivamente intenso, ma contenuto e Casella ha scritto che «è molto difficile concepire un'elegia più severa e sobria di questo Studio» Se l'aspetto di difficoltà tecnico-virtuosistiche non è presente, non altrattanto si può dire per quelle stilistiche e interpretative del brano; l'ottenere una particolare sonorità, sfruttando le diverse potenzialità dello strumento e rendere il particolare fraseggio richiesto dall'autore, non sono elementi interpretativi facili da realizzare.

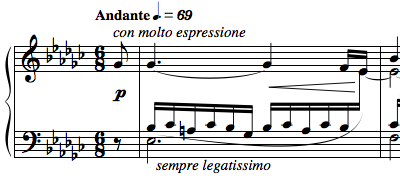
Studio op. 10 n. 6

Il brano è costruito su tre livelli sonori da eseguirsi in modo differenziato seppure contemporaneamente; le due parti melodiche, una indicata Con molta espressione, l'altra Sempre legatissimo, devono essere suonate con grande partecipazione; la voce superiore dalla melodia intensamente mesta si sovrappone a quella intermedia, sinuosa, e sono entrambe  completate, ottenendo un aspetto di profonda tristezza, dalle sonorità cromatiche espresse dalla mano sinistra. Questa realizzazione polifonica è dovuta a una costruzione armonica nuova e inconsueta per l'epoca, tanto da far pensare già a Debussy o ancora a un'anticipazione del wagneriano Tristano e Isotta